# Кръст за независимостта на България 1908
Възпоменателният кръст „За независимостта на България 1908 година“ е български отличие давано в Царство България по случай Независимостта, който обикновено се разглежда като медал.
Медалът е учреден е през първата половина на 1909 с рескрипт на XIV НС. С медала са наградени множество поборници от въстанията, както и офицери и подофицери. Също тага отличието получава цялото царско семейство, множество държавни и представители на интелигенцията. Съгласно дневника на наградените с Възпоменателен кръст „за независимостта“, отличието е връчено на 11490 души.
Медалът „За независимостта“ има формата на румънски (двоен) кръст с дължина на рамената 40 мм и е изработен от бронз. Има вариант за мъже – с правоъгълна лента и за жени – с панделка. Жените, които получават медала са предимно съпругите на видни военни и държавни дейци, както и някои придворни дами. Среща се и много рядка емисия, при която на лицевата страна липсват короните на четирите крила на кръста, вероятно става дума за пробна емисия.